# 少年オルフェ
少年オルフェ（しょうねんオルフェ）は、米沢幸男の児童文学作品。第3回講談社児童文学新人賞（1962年）受賞作。

## あらすじ
小学五年生の堀田すすむ（進）と、その妹ふうちゃん（ふじ子）は大の仲良し。しかしある日ふうちゃんは突然風邪をこじらせて死んでしまう。すすむが原っぱで途方にくれていると、突然一台のロケットが現れる。「妹に会いたい」というすすむの願いを神様が受け入れたのか、このロケットは黄泉の国へ向かうという天の取り船だった。黄泉の国へ行けばふうちゃんを生き返らせることができるかもしれないと信じたすすむは、単身ロケットに乗り込み、長い長い冒険の旅に出た。

## 解説
ギリシア神話のオルペウスの伝説（もしくは黒いオルフェ）の主人公の二人を幼い兄妹に置き換えている。子供向けということもあって、物語のテーマは妹の死という悲劇というより、主人公すすむの冒険が主体になっている。内容もロケットで旅立つのをはじめとし、宇宙を旅する、黄泉の国を惑星に置き換える、すすむに協力する科学者が登場するなどSF要素が濃い。
1965年にNHKが「小さなオルフェ」と改題して単発（主演織茂政男）で、1972年にはやはりNHKが原題のまま「少年ドラマシリーズ」中でテレビドラマ化(全4回)している。後者はストーリーや人物設定を大幅にアレンジしている

## 人物
根っからの悪役は登場しない。
- 堀田すすむ

この物語のオルフェ（オルペウス）ともいえる主人公の少年。病死した妹のふじ子を生き返らせるため宇宙へ旅立つ。優しい性格で、ふじ子の為なら死をも恐れない大人顔負けの勇気の持ち主。次々に降りかかる試練に果敢に立ち向かう。小学５年生
- 堀田ふじ子

すすむの妹で小学１年生。本編のユーリディス（エウリュディケー）。冒頭で肺炎をこじらせて死んでしまう。死んだ後は地球での記憶を失い、宇宙のフラワー星（この作品では生前善人だった者が送られる星。ある意味「天国」）で暮らしていた。
- 裁判長

さばき星の裁判長。地球で死んだ者をロケットで連れてこさせ、フラワー星（先述）かアイス星（こっちは生前悪人だった者が行く星。ある意味「地獄」）のどちらへ送るかを決める。しいて言えば閻魔大王のポジション。
- プッチー大統領

フラワー星の大統領。すすむがふじ子を捜索するのに協力した。
- ミッシェル

フラワー星の住人。フラワー星におけるふじ子の養母。
- ポポ先生

フラワー星の科学者。すすむに、ふじ子の記憶を取り戻す方法を教える。
- ユートピア博士

フラワー星の科学者。天才肌ではあるが、少し風変わりなところがある変わり者。空飛ぶ円盤を提供し、すすむの冒険に同行する。
- マッシモ町長

ユートピア博士と瓜二つの男性だが、双子でも兄弟でもない。最終目的地・サボテン星の町長。顔が似ていることから２人は意気投合する。自前の軍隊を操れる
- ダイヤナ女王

サボテン星に君臨する女王。無断入国したすすむとユートピア博士を、闘技場でライオンと戦わせる。負傷しながらもライオンを退治したすすむの姿に心を打たれて改心し、ふじ子の薬を与えた。
その他
- 三井先生（すすむの担任）
- すすむの父
- すすむの母
- すすむのおばさん
- ふじ子を看取った医者
- ロケットガール（ロケットのスチュワーデス）
- 小人星の小人たち

## 出版状況
1962年に講談社の「児童文学創作シリーズ」の1点として刊行、以後1969年に復刊、1981年には同社の「青い鳥文庫」、1988年に「スミセイ児童文庫」から刊行されている。
- 依光隆/絵　講談社、1962年
- たにとしひこ/絵　講談社青い鳥文庫、1981年4月、ISBN 978-4-06-147065-1

## テレビドラマ
1972年9月2日から9月23日までNHK総合「少年ドラマシリーズ」の一編として放送。全4話。シリーズの大部分同様マスターテープが使い回されたため、NHK公式に映像は残っていないが、出演者の和田麻里の母親がテレビ画面を撮影した8ミリフィルムがNHKアーカイブスに提供された。ただし、映像のみで音声は現存していない。

### キャスト
- 進 - 長田伸二
- ふう子 - 和田麻里
- 死神の若者 - 柴崎敏
- さばき星のボス／ピエロ／ユートピア博士 - 大木正司
- ロケットの女性 - 谺のぶ子
- サボテン国の女王 - 里見京子

### スタッフ
- 脚本 - 横田弘行
- 演出 - 黛叶